# Marmosa de peus petits
La marmosa de peus petits (Gracilinanus microtarsus) és una espècie d'opòssum de Sud-amèrica. És originària del Brasil.